# Vlastislav (Litoměřicei járás)
Vlastislav település Csehországban, a Litoměřicei járásban. Vlastislav Velemín, Třebenice és Podsedice településekkel határos. Lakosainak száma 169 fő (2024. január 1.).

## Népesség
A település lakosságának változását az alábbi diagram mutatja:
| Lakosok száma | 391  | 349  | 338  | 264  | 160  | 151  | 164  | 174  | 178  | 169  |
|               | 1869 | 1900 | 1921 | 1961 | 1980 | 2011 | 2016 | 2019 | 2021 | 2024 |